# 寺社興行法
寺社興行法（じしゃこうぎょうほう）とは、神社仏寺の社殿仏閣を修復して、神事仏事を厳格に実施させるために公武権力が実施した一連の法制度のこと。
衰退して廃れた事柄を本来の形に再興することを「興行」と称したが、諸事情から寺社の衰微が進んだ平安時代後期以後各種の興行法が出された。例えば、これは公家政権における新制では堂舎社殿の修復、神事仏事の再興、訴訟における便宜、寺社領内での殺生禁断などが掲げられ、施設や儀式の維持とそのために必要な所領などの経済的基盤の確保を図っている。また、鎌倉幕府の御成敗式目には第1条に神社の修理と祭祀の専念、第2条に寺塔の修造と仏寺の勤行を定めている。これは武家政権の長である鎌倉殿による祭祀権の法的確立を目指したものであった。
その一方で、本来正常に行われていた事柄が衰退して廃れることを「顚倒」と称したが、鎌倉時代後期になるとそれが深刻になっていった。その背景として国衙や武士による寺社領の横領という問題もあったが、僧侶や神官によって信仰に付随して施設や儀式の維持とそのために必要な所領が相続継承されていく（僧侶の場合は師弟間の継承が神官の子弟間の相続に相当する）うちに私有化され、宗教とは関係のない私的目的に利用されたり、場合によっては勝手に他者に売却される場合もあった。このため、神社・仏事に帰属されるべき所領（神物・仏物）が僧侶・神官の私物（僧物・社物）になってしまった状態を元の状態に戻すことが寺社興行における最大の課題となる。特に元寇による対外危機は公武権力を寺社保護に向かわせ、天人相関説も相まって院政や幕府における徳政において各種寺社興行の規定が設けられた。これは神物・仏物であった所領を現在の所有者から没収して強制的に寺社に返還させる一方、僧侶・神官の相続が私物化の原因にあるとして僧侶・神官が職を弟子や子弟に無条件に継承させることを禁じた。こうした政策は公家政権では後嵯峨・亀山院政期、武家政権では北条時宗・貞時政権（安達泰盛補佐）期にあたる文永・弘安年間に最高潮に達し、いわゆる「弘安徳政」のもとで各種の神領興行が行われたほか、寺院に対しても同様の措置が見られた。だが、鎌倉時代末期以後公武政権の失墜に伴って徳政そのものが衰退していき、有力武家による自身にゆかりのある特定寺社への保護を例外として寺社興行法も有名無実化していくことになる。